# ジェフ・ブリディッチ
- ジェフ・ブライディッチ
- ジェフ・ブリディック
- ジェフ・ブライディック

ジェフリー・トーマス・ブリディッチ（Jeffrey Thomas Bridich 1977年9月10日 - ）は、MLB・コロラド・ロッキーズの元GM。

## 来歴
ウィスコンシン州ミルウォーキー郡ホワイトフィッシュベイ生まれ。ハーバード大学出身の秀才であり、自身も学生時代に野球を捕手や外野手としてプレーしていた。
2000年に大学卒業後はインターンとしてMLB機構で4年間勤務していた。
2004年12月よりコロラド・ロッキーズのフロント入りした。育成部門での仕事に従事しており、2011年から4年間は同部門のトップを務め、この間に傘下のA級アッシュビル・ツーリスツは2度（2012年、2014年）サウス・アトランティックリーグでの優勝を果たしている。
2014年10月8日、ロッキーズのGMに就任した。
2017年には生え抜きのタイトルホルダーであるノーラン・アレナドやチャーリー・ブラックモン、移籍組のグレッグ・ホランドらの活躍もあり、チームを8年ぶり及び自身初となるポストシーズン進出を決めた。
2018年はロサンゼルス・ドジャースに1勝差で後塵を拝し地区2位に留まるも、2年連続でポストシーズンに進出した。
2019年にはフランチャイズ・プレイヤーであるアレナドと8年契約を結ぶが、翌2020年にはアレナドのトレードを検討し、アレナド本人から批判を浴びた。
2021年4月27日にシーズン途中ながらGMを辞任した。

## GMとしての特徴
打者有利の本拠地クアーズ・フィールドの特性を意識し、速球派投手と質の良いカーブを投げる投手をかき集める独自色を持つ。「野球の花形は捕手」が持論である。
FAの野手補強はあまり得意ではないが野手のスカウティングは上手でドラフト下位指名の選手も頭角を現している。